# Classe Urga
Le navi appartenenti alla classe Urga (progetto 1886 secondo la classificazione russa) sono grandi unità progettate per l'appoggio ed il supporto ai sottomarini della flotta sovietica. Inoltre, viste le loro dimensioni e la loro dotazione elettronica, sono state spesso utilizzate come navi comando. La classificazione russa è PB (Plavuchhaya Baza: base galleggiante).

## Tecnica
Le unità appartenenti alla classe Urga sono state progettate per fornire appoggio e supporto ai mezzi subacquei della flotta sovietica. Nello specifico, sono in grado di rifornire i sommergibili di cibo, acqua, siluri e combustibile. Inoltre, sono anche equipaggiate per effettuare piccole riparazioni. Tutte le navi della classe sono state costruite presso il cantiere navale di Nikolayev, in Ucraina.

## Il servizio
Queste unità, oltre che per il supporto (loro compito primario), per le loro dimensioni e la loro sofisticata componente elettronica  sono state spesso utilizzate come navi comando (in particolare per gli squadroni subacquei). Due sono state anche utilizzate per l'addestramento.
Molte unità della classe Urga sono state radiate negli anni novanta, in seguito ai tagli che hanno colpito la marina militare russa.
Al giorno d'oggi, ne sopravvivono solo due: la Vladimir Yegorov (entrata in servizio nel 1963), operativa nella Flotta del Nord, e la Volga (entrata in servizio nel 1968), attualmente in servizio presso la Flotta del Mar Nero.

## La classe Borodino
Alcune unità vennero modificate e trasformate in navi da addestramento (progetto 1889U). Queste navi, conosciute come classe Borodino, sono due.
- Borodino, demolita nel 1996;
- Gangut, demolita nel 1997.